# Kateryna Kalytko

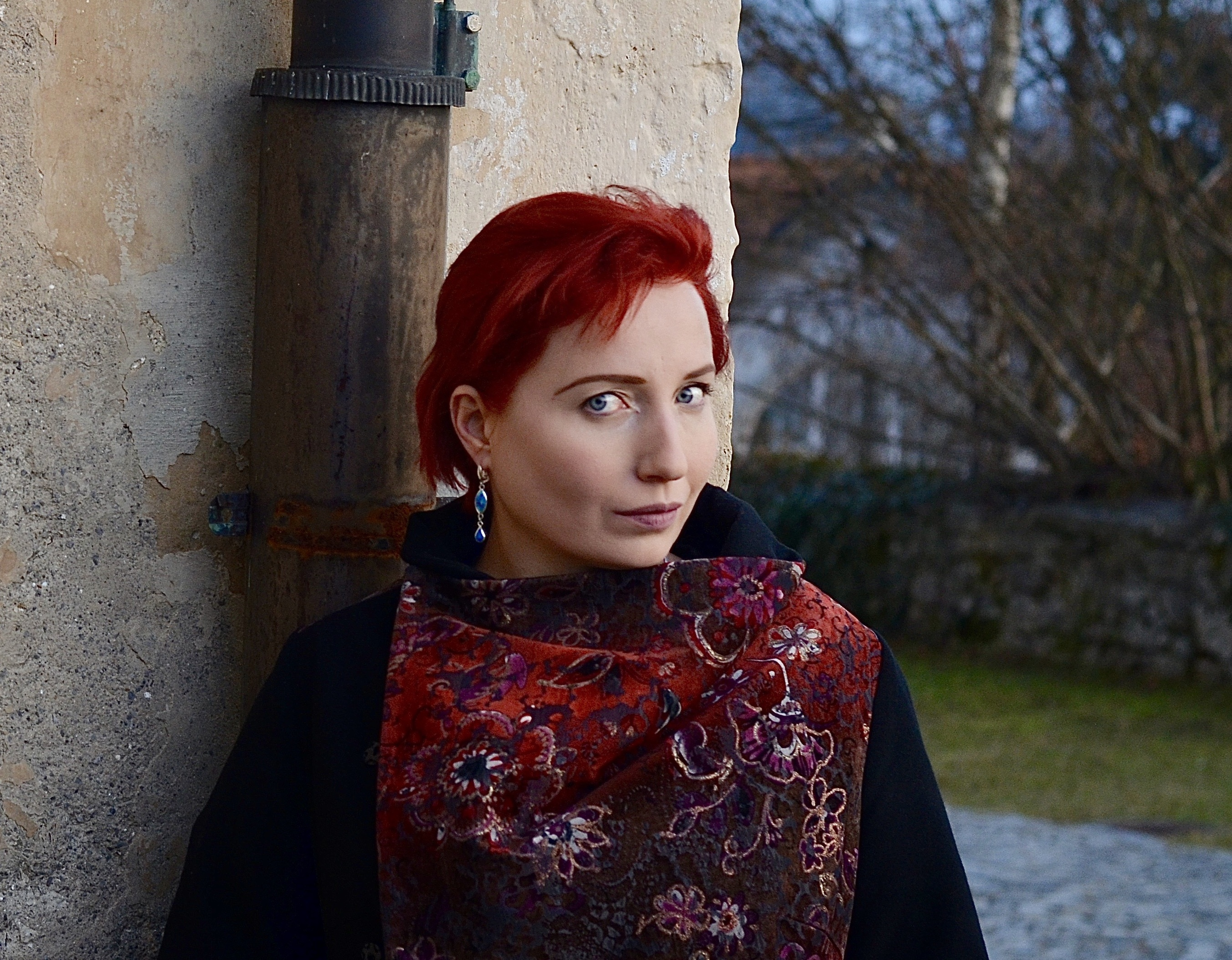
Kateryna Kalytko. 2019

Kateryna Oleksandriwna Kalytko (ukrainisch Катерина Олександрівна Калитко; * 8. März 1982 in Winnyzja, Ukrainische SSR) ist eine ukrainische Schriftstellerin und Übersetzerin.

## Biographie
Nach Beendigung der Schule in Winnyzja studierte sie 1999 bis 2005 an der Kiewer Mohyla-Akademie Politikwissenschaften und Journalistik. Seitdem lebt und wirkt sie in Winnyzja und Sarajewo.

## Werk
Kateryna Kalytko hat zunächst wie viele andere ukrainische Autorinnen und Autoren mit dem Verfassen von Gedichten begonnen, die sie ab dem Ende der 1990er Jahre in zahlreichen ukrainischen Literaturzeitschriften und Anthologien veröffentlichen konnte. Bereits im Jahre 2000 wurde sie Mitglied im Nationalen Schriftstellerverband der Ukraine. Für ihre Texte, die sie in der Zeit ihres Studiums schrieb, erhielt sie mehr als ein halbes Dutzend Auszeichnungen. 2006 erschien ihre lange Erzählung „M.isteria“. Ab 2008 übersetzt sie bosnisch-herzegowinische Autoren. Erste Auszüge von Werken erschienen auf ihrer Webseite sowie in ukrainischen Literaturzeitschriften. 2012 und 2014 erschienen ihre Übersetzungen von Melina Kamerić bzw. Miljenko Jergović. 2017 erschien in Lwiw ihr Band mit neun Gruselgeschichten: „Land der Verlorenen“.

## Teilnahmen an Literaturfestivals, Nominierungen und weitere Resonanz
Kalytko nahm teil an Literaturfestivals in der Ukraine – dem größten im Rahmen des Lemberger Buchforums, dem Kurzgeschichtenfestival „Intermezzo“ in Winnyzja, und an der Frankfurter Buchmesse 2017 und 2018.
Texte Kalytkos wurden ins Russische, Polnische, Armenische, Englische, Deutsche und Hebräische übersetzt.

## Auszeichnungen
- Joseph-Conrad-Literaturpreis 2017[1]
- BBC Ukraine – Buch des Jahres 2017
- Taras-Schewtschenko-Preis 2023

## Werk-Bibliographie

### Poesie
- Посібник зі створення світу [Weltschöpfungs-Führer]. Winnyzja 1999.
- Сьогоднішнє завтрашнє [Mehr heute mehr morgen]. Kiew 2001.
- Портретування асфальту [Asphalt-Porträtierung]. Kiew 2004.
- Діалоги з Одіссєем [Dialoge mit Odysseus]. Kiew 2005.
- Сезон штормів [Stürmische Saison]. Kiew 2013.
- Катівня. Виноградник. Дім [Folterbank, Weinberg. Haus]. Lwiw 2014.
- Ніхто нас тут не знає, і ми - нікого [Niemand kennt uns hier, - und wir (kennen) niemanden]. Czernowitz 2019.
- Орден мовчальниць [Orden des Schweigens]. Czernowitz 2021.

### Prosa
- М.істерія. Kiew 2006.
- Земля Загублених, або Маленькі страшні казки [Land der Verlorenen oder kleine Gruselgeschichten]. Lwiw 2017.